# Heteronychus carvalhoi
Heteronychus carvalhoi är en skalbaggsart som beskrevs av Ferreira 1970. Heteronychus carvalhoi ingår i släktet Heteronychus och familjen Dynastidae. Inga underarter finns listade i Catalogue of Life.